# Fabien Sanconnie
Fabien Sanconnie (Francia, 21 de febrero de 1995) es un jugador profesional francés de rugby que se desempeña en la posición de número 8 en Racing 92, equipo perteneciente a la liga Top 14.

## Carrera
Sanconnie es un jugador de formación francesa (JIFF). Comenzó su carrera deportiva con el equipo Club Athlétique Brive-Corrèze, en el cual jugó ocho temporadas (2010-2018), después pasó a Racing 92, donde lleva jugando seis temporadas.